# آلکسی رایکوف
 آلکسی ایوانوویچ رایکوف (روسی: Алексе́й Ива́нович Ры́ков؛ زاده ۲۵ فوریهٔ ۱۸۸۱ – درگذشته ۱۵ مارس ۱۹۳۸) یک بلشویک انقلابی روس و سیاست‌مدار اهل اتحاد شوروی بود که بین سال‌های ۱۹۲۴ تا ۱۹۳۰ پست نخست‌وزیر اتحاد شوروی را برعهده داشت.
وی همچنین برنده جوایزی همچون درجه پرچم سرخ شده است.